# Wachseldornmoos

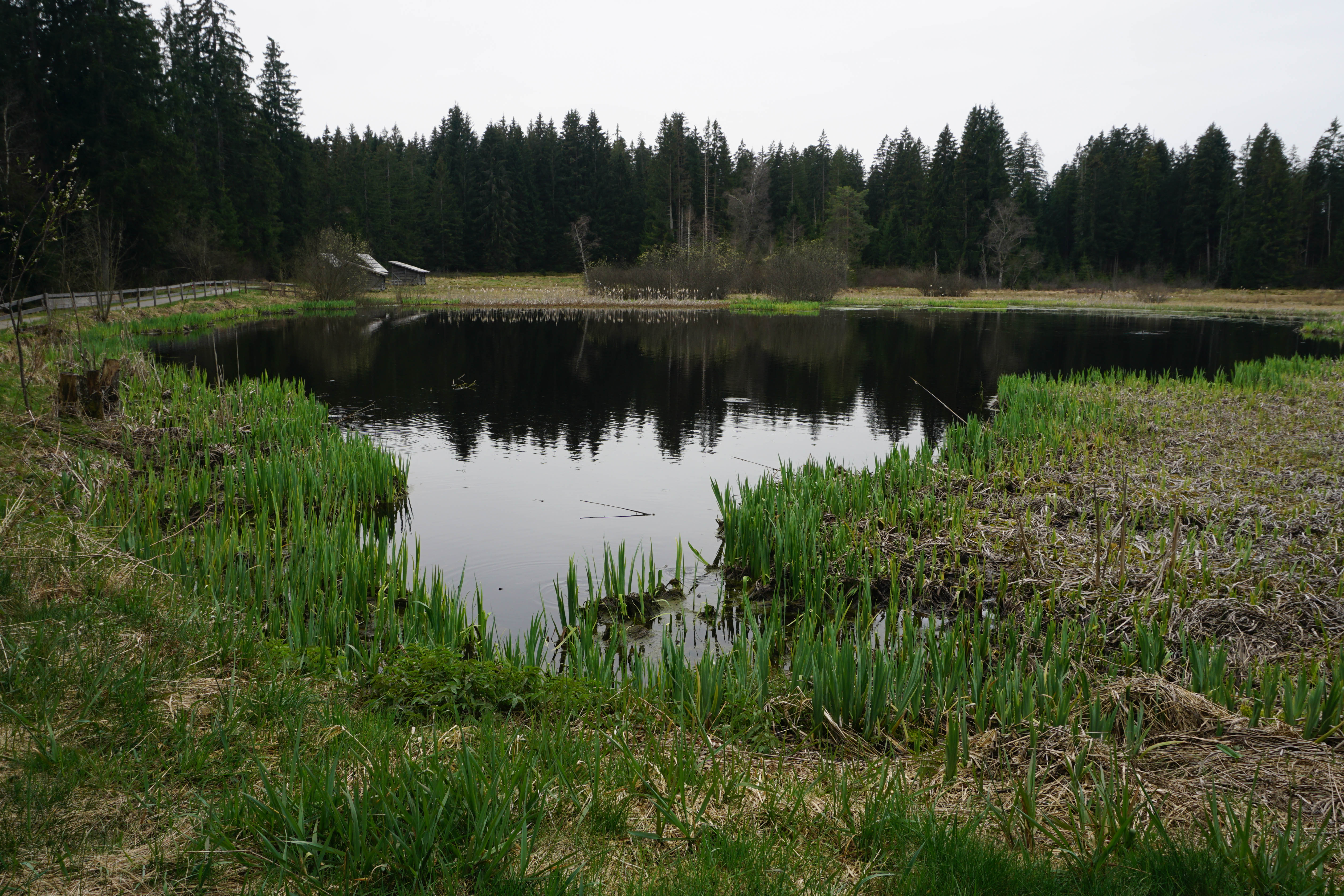
Das Hochmoor Wachseldornmoos im April

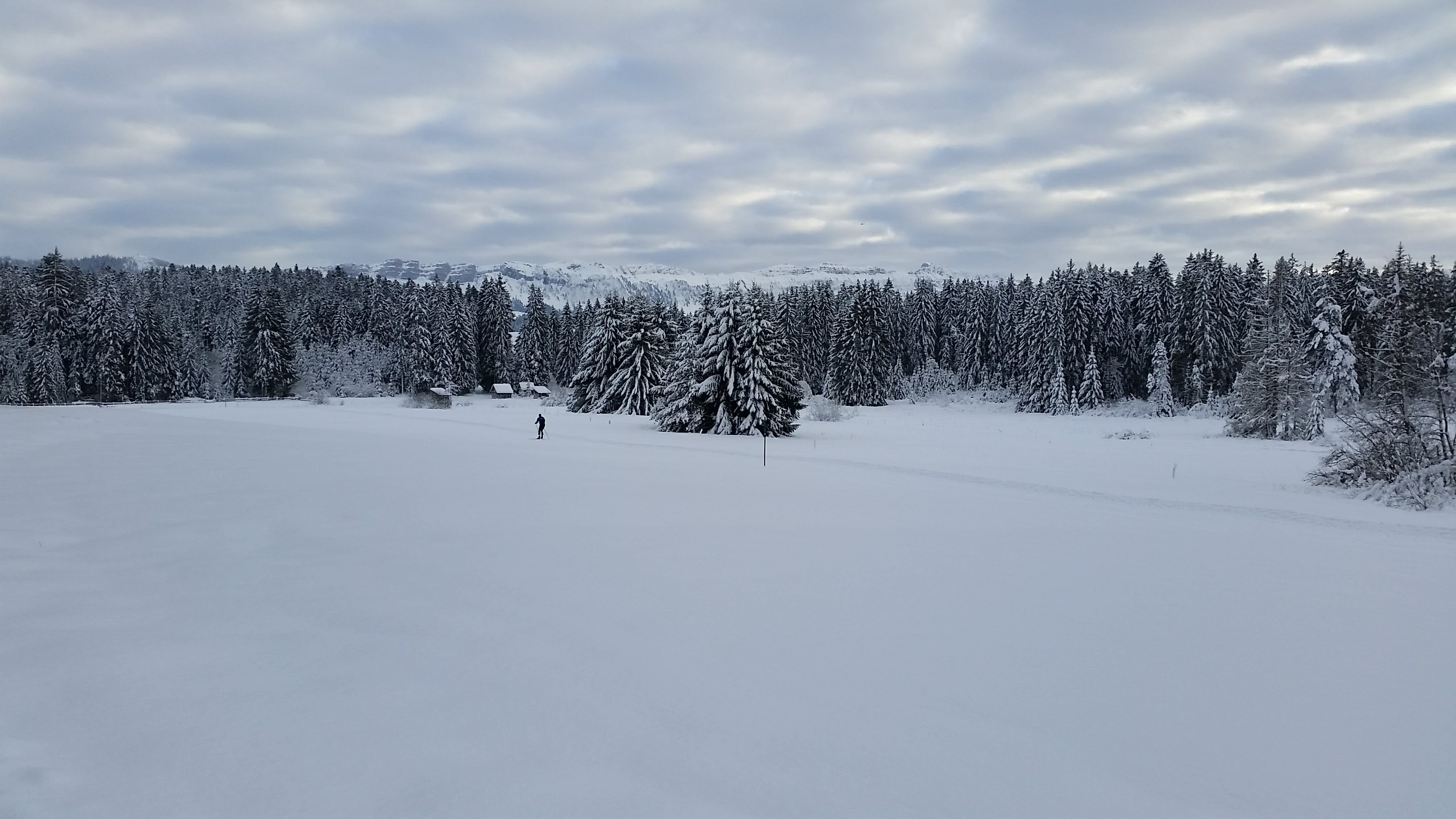
Das Naturschutzgebiet Wachseldornmoos ist im Winter auch ein Langlaufgebiet.

Das Wachseldornmoos ist ein Hochmoorgebiet in den Gemeinden Wachseldorn und Buchholterberg im Emmental.

## Schutzgebiet von nationaler Bedeutung
Mit Beschluss des Regierungsrates vom 20. Dezember 1978 wurde das Wachseldornmoos unter Schutz gestellt und in das Verzeichnis der Naturschutzgebiete eingetragen. Später folgte dann die Aufnahme in das Bundesinventar der Hoch- und Übergangsmoore von nationaler Bedeutung (1991) bzw. in das Bundesinventar der Flachmoore von nationaler Bedeutung (1994).